# Celerena divisa
Celerena divisa là một loài bướm đêm trong họ Geometridae.